# Kwade Putten
Kwade Putten is een historisch landschap ten noorden van de kom van de Antwerpse plaats Arendonk.
Het gebied is lang een heidegebied met vennen geweest. Vanaf ongeveer 1850 begon de ontginning waarbij het gebied grotendeels bebost werd. De aanwezige vennen werden gedeeltelijk omgevormd tot vijvers bij de, vooral in het westen van het gebied gelegen kasteeltjes en villa's, zoals Kasteel Tip, Villa Meerhoef en Kasteel Ter Hoge Heide.
In het oosten ligt het natuurgebied Hoge Vijvers.